# پارک ملی اسلووینسکی
پارک ملی اسلووینسکی (به لهستانی:  Słowiński National Park) یک منطقهٔ مسکونی در لهستان است که در Pomeranian Voivodeship, Poland واقع شده‌است.